# Missa pro pace
Missa pro pace (pol. Msza o pokój) – msza na głosy solowe, chór mieszany i orkiestrę Wojciecha Kilara z 2000 roku, zamówiona przez Kazimierza Korda z okazji 100-lecia Filharmonii Narodowej w Warszawie.

## Historia
Msza powstawała od lipca 1999 do marca 2000 roku. Odznacza się surową polifonią, diatonicznością i oszczędną instrumentacją. Prawykonanie mszy miało miejsce w Filharmonii Narodowej w Warszawie 12 stycznia 2001. Orkiestrą i Chórem Filharmonii Narodowej dyrygował Antoni Wit. Pięcioczęściowe dzieło zadedykowane zostało Filharmonii Narodowej. Wykonanie mszy w obecności Jana Pawła II w Watykanie kompozytor uznał za największe wydarzenie swego życia.

## Forma
Na kompozycję składają się: Kyrie, Gloria, Credo, Sanctus i Agnus Dei. Kulminację utworu stanowi wydzielone z Agnus Dei – Dona nobis pacem (pol. obdarz nas pokojem).

## Wydania
Missa pro pace znalazła się na płytach:
- Wojciech Kilar: Missa pro pace, CD Accord (079), wyd. 25 września 2001 – złota płyta[6]
- Kilar: Missa pro pace, Dux Records (434), wyd. 27 stycznia 2004
- Wojciech Kilar: Missa pro pace, DUX Recording Producers (1413), wyd. 18 grudnia 2017